# Рали Вида
Вижте пояснителната страница за други значения на Вида.
Рали „Вида“ е българско автомобилно рали във Видин и Видинския регион.
Ралито има 19-годишна история през 1970-те и 1980-те години. Организира се с помощта на видинския Химически комбинат „Видахим“ – най-големия производител на автомобилни гуми в страната. В този период това е второто по популярност състезание в България след легендарното рали „Златни пясъци“. В края на периода ралито се сдобива с коефициент според категоризацията на ФИА, което го нарежда сред вторите по значение ралита в Европейския рали шампионат.
Ралито носи името на най-голямата забележителност на града – крепостта „Баба Вида“, намираща се на брега на река Дунав – единствената изцяло запазена средновековна крепост в страната. В предходното си издание – през 1988 г., рали „Вида“ достига своя апогей; през същата година автомобилен спортен клуб „Вида“ става републикански шампион на България.
През 2007 г., след 18-годишно прекъсване и няколко неуспешни опита за възраждане, рали „Вида“ започна своето второ начало. Основата на възраждането на надпреварата са автомобилен спортен клуб PRESTIGE и BESTRIDE – агенция за организация на спортни събития.
Рали „Вида“ стартира с голям успех. За първи път в България се провежда суперспециален етап. Суперспециалните етапи или ССЕ (SSS, Super Special Stage) са къси етапи (около 2 – 3 км), където автомобилите се състезават два по два на паралелно трасе. Основната цел на ССЕ е да бъде атракция за зрителите.
В двата дни на ралито 20 и 21 юли 2007 г. се провеждат 6 скоростни етапа и 2 суперспециални етапа. Трасето минава по оригиналния маршрут на ралито отпреди 1989 г. край гр. Белоградчик и с. Орешец. Това също е една от атракциите предвид възможността за зрителите да следят автомобилите в продължение на няколко километра поради характерния релеф. Последно се провежда през 2010 г.
След тригодишно прекъсване, през 2014 г. състезанието е възобновено отново, като формата му е рали спринт. Етапите са в местността „Божурица“, близо до селата Синаговци и Водна, както и град Грамада. Ралиспринт Вида е единствения български рали спринт, който се провежда всяка година и играе важна роля във формирането на Българския Ралиспринт шампионат.

## Победители
- 1971 г. – Илия Чубриков
- 1972 г. – Стоян Колев
- 1973 г. – Янчо Таков
- 1974 г. – Стоян Колев
- 1975 г. – Стоян Колев
- 1976 г. – Илия Чубриков
- 1977 г. – Стоян Колев
- 1978 г. – Радослав Петков
- 1979 г. – Радослав Петков
- 1980 г. – Радослав Петков
- 1981 г. – Демир Славов
- 1982 г. – Георги Петков
- 1983 г. – Илия Чубриков
- 1984 г. – Радослав Петков
- 1985 г. – Атила Ферианц
- 1986 г. – Атила Ферианц
- 1987 г. – Габи Гудезюн
- 1988 г. – Леонидас
- 1989 г. – Калдероли
- 2007 г. – Димитър Илиев/Янаки Янакиев – Мицубиши Лансър
- 2008 г. – Димитър Илиев/Янаки Янакиев – Мицубиши Лансър[1]
- 2009 г. – Крум Дончев/Петър Йорданов – Пежо 207 S2000[2]
- 2010 г. – Димитър Илиев/Янаки Янакиев – Шкода Фабия S2000
- 2014 г. – Калин Бенчев/Александър Спиров – Субару Импреза
- 2015 г. – Васил Василев/Янко Якимов – Ланчия Делта Интеграле
- 2016 г. – Иван Иванов/Румен Иванов – Субару Импреза
- 2017 г. – Динко Иванов/Живко Желев – Ситроен C2 R2
- 2018 г. – Мирослав Ангелов/Недялко Сивов – Шкода Фабия R5
- 2019 г. – Мирослав Ангелов/Недялко Сивов – Шкода Фабия R5